# Andreas Schnaas

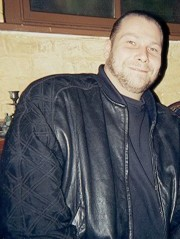
Andreas Schnaas (1994)

Andreas Schnaas (* 1. April 1968 in Hamburg) ist ein deutscher Regisseur von Low-Budget- und Independent-Filmen, und Schauspieler, der sich ausschließlich im deutschen Untergrund dem Horrorgenre widmet.

## Biografie
Andreas Schnaas wurde in Hamburg geboren und begeisterte sich schon in jungen Jahren für das Kino. Da viele Kinos in seiner Heimatstadt sich nicht für die Altersfreigaben der gezeigten Filme interessierten, kam Schnaas schon früh mit gewalttätigen Martial-Arts-, Zombie- und Splatterfilmen in Berührung. Schnaas begann mit zwölf Jahren seinen ersten Film.
Sein erster Film mit dem Titel Gejagt zeigte Schnaas und einen Freund, wie sie einen älteren Mann, dargestellt von seinem Großvater, töten. Kameramann war, wie auch bei anderen seiner Filme, Schnaas' Vater.
Im Jahr 1989 hatte Schnaas 5000 DM gespart, um seinen ersten Spielfilm zu drehen. Zusammen mit einigen Freunden filmte er an vier Wochenenden Violent Shit, die Geschichte eines Mannes, der in zusammenhanglosen Szenen wahllos Menschen ermordet. Violent Shit war der erste Direct-To-Video-Horrorfilm in der BRD. Der Film erlangte schnell einige Bekanntheit und wurde in den USA, Europa und Japan vermarktet.
Sein nächstes Projekt war Zombie 90 – Extreme Pestilence (1990). Der Film wurde in englischer Sprache gedreht. Nach fast 20 Jahren, 2009, wurde eine Synchronisation angefertigt, u. a. mit Thilo Gosejohann, allerdings ohne Beteiligung von Schnaas.
Zusammen mit seinem Freund Stephan Aquilina, der auch Kameramann und Editor seiner frühen Filme ist, eröffnete Schnaas im Februar 1991 die auf Horrorfilme spezialisierte Videothek Hard To Get – Videos, die bis 2017, jedoch ohne Schnaas als Eigentümer, existierte. Im Jahr 1992 folgte eine Fortsetzung von Violent Shit mit dem Titel Violent Shit 2 – Mother Hold My Hand, das 1992 veröffentlicht wurde.
Erst 1997 erschien Schnaas' nächster Film Goblet Of Gore. Zwischen 1992 und 1995 arbeitete er außerdem am dritten Teil der Violent-Shit-Reihe, Violent Shit 3 – Infantry Of Doom. Aufgrund finanzieller Schwierigkeiten wurde der Film allerdings erst 1998 veröffentlicht.
In den folgenden Jahren drehte Schnaas unter anderem ein inoffizielles Remake des Films Man-Eater – Der Menschenfresser von Joe D’Amato.
Seine beiden folgenden Projekte entstanden unter Mitwirkung von Profis: bei „Demonium“ arbeitete Schnaas mit dem italienischen Effekt-Künstler Sergio Stivaletti und der damaligen VIVA-Moderatorin Charlotte Roche zusammen. Bei „Nikos“ konnte er Trash-Regisseur bzw. Troma-Gründer Lloyd Kaufman (The Toxic Avenger) und Musiker Bela B („Die Ärzte“) für Gastrollen gewinnen.
Sein nächstes Projekt „Don’t Wake the Dead“ benötigte über vier Jahre vom Drehbeginn bis zur DVD-Auswertung, aufgrund von Produktionsschwierigkeiten wie dem Absprung einiger Schauspieler.
Mit dem Independent-Regisseur Timo Rose („Mutation“, 1999) hat er gemeinsam drei Filme inszeniert.
Nebenher ist Schnaas auch noch Sänger der Thrash-Metal-Band „Defäkaltorische Euphorie“.
2015 wurde sein Frühwerk „Violent Shit“ vom Italiener Luigi Pastore neu verfilmt. In diesem Horrorfilm nimmt Schnaas eine kleine Rolle als Paul Glas ein.
2018 drehte Schnaas einen neuen Horrorfilm, der sich an die „Human Centipede“-Reihe von Tom Six anlehnt. Der erste Trailer wurde im Jahr 2020 unter „Monique's Centipede Revenge“ veröffentlicht. Am 13. Oktober 2023 wurde der Film „Sadisticum“ von Sebastian Radtke im Mediabook veröffentlicht, als Bonus war auch der Film von Schnaas enthalten- diesmal unter dem Titel „The Centipede“. Über Massacre Video ist der Film unter „The Suffering of Monique“ auf Blu-Ray zu erwerben.

## Filmografie (Regie)
- 1989: Violent Shit
- 1990: Zombie ’90: Extreme Pestilence
- 1991: Violent Shit 2 – Mother Hold My Hand
- 1994: Violent Shit 3 – Infantry Of Doom (VÖ 1998)
- 1997: Goblet Of Gore (VÖ 2004)
- 1999: Anthropophagous 2000
- 2001: Demonium
- 2003: Nikos – The Impaler
- 2005–2008: Don’t Wake the Dead
- 2009: Unrated: The Movie  (Co-Regie: Timo Rose)
- 2010: Violent Shit 4 : Karl the Butcher vs Axe  (Co-Regie: Timo Rose)
- 2011: Unrated II : Scary as Hell (Co-Regie: Timo Rose)
- 2023: The Centipede / The Suffering of Monique

## Filmografie (Darsteller)
- 2000: Dämonenbrut : Insel der Dämonen II (Andreas Bethmann)
- 2000: Midnight´s  Calling (Timo Rose)
- 2001: Fog 2 (Oliver Krekel)
- 2007: Angel of Death II (Andreas Bethmann)
- 2008: K7B - Mutation Directors Cut (Timo Rose)
- 2010: Necronos - Tower of Doom (Marc & Lars Rohnstock)